# Sitkówka-Nowiny
Sitkówka-Nowiny è un comune rurale polacco del distretto di Kielce, nel voivodato della Santacroce.
Ricopre una superficie di 45,76 km² e nel 2006 contava 6 983 abitanti.